# Liocourt
Liocourt é uma comuna francesa na região administrativa de Grande Leste, no departamento de Mosela. Estende-se por uma área de 3,17 km². Em 2010 a comuna tinha 143 habitantes (densidade: 45,1 hab./km²).